# La Chasse à l'ours
Pour plus de détails, voir Fiche technique et Distribution.
La Chasse à l'ours (Rugged Bear) est un dessin animé de la série des Donald produit par Walt Disney pour RKO Radio Pictures, sorti le 23 octobre 1953.

## Synopsis
Les ours sont tranquillement en train de se reposer dans la forêt, lorsqu'ils apprennent que la chasse est ouverte. Ils se réfugièrent tous dans leur grotte sauf un qui n'a eu d'autre solution que de se cacher dans le chalet de Donald. Mal lui en prit: celle-ci est remplie de d'arme de chasse et de trophée d'ours accroché aux murs...

## Fiche technique
- Titre original : Rugged Bear
- Titre français : La Chasse à l'ours
- Série : Donald Duck
- Réalisateur : Jack Hannah
- Scénaristes: Al Bertino et David Detiege
- Animateurs: George Kreisl, Bill Justice et Volus Jones
- Effets visuels: Dan MacManus
- Layout: Yale Gracey
- Background: Ray Huffine
- Musique: Oliver Wallace
- Voix : Clarence Nash (Donald), James MacDonald (l'ours Nicodème) et Art Gilmore (le narrateur)
- Producteur : Walt Disney
- Société de production : Walt Disney Productions
- Distributeur : RKO Pictures
- Date de sortie : 23 octobre 1953[1]
- Format d'image : couleur (Technicolor)
- Son : Mono (RCA Photophone)
- Durée : 6 min
- Langue : (en)
- Pays :  États-Unis

## Voix françaises
- Hervé Jolly : le narrateur
- Sylvain Caruso : Donald Duck

## Titre en différentes langues
D'après IMDb :
- Suède : Kalle Anka och Nalle Björn